# Plazma

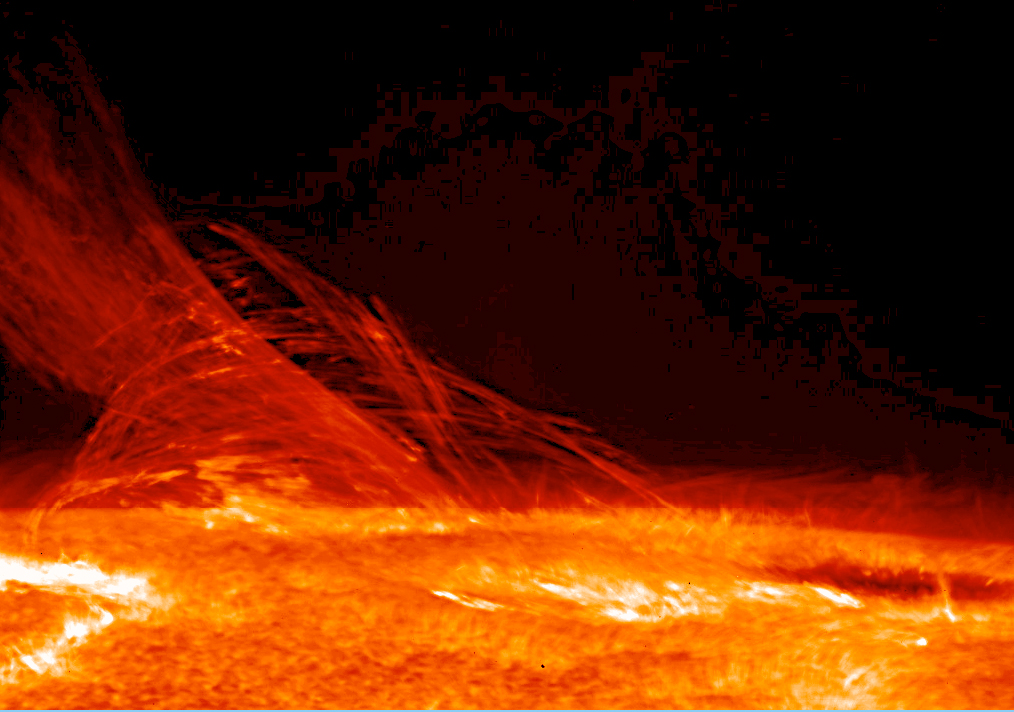
Slunce je z plazmatu

Plazma je ionizovaný plyn složený z iontů a elektronů (a případně neutrálních atomů a molekul), který vzniká odtržením elektronů z elektronového obalu atomů plynu, či roztržením molekul (ionizací). Aby byl ionizovaný plyn považován za plazma, musí vykazovat kolektivní chování a kvazineutralitu. Plazma je čtvrté skupenství hmoty a také nejrozšířenější forma látky – tvoří až 99 % pozorované atomární hmoty vesmíru.

## Základní charakteristiky

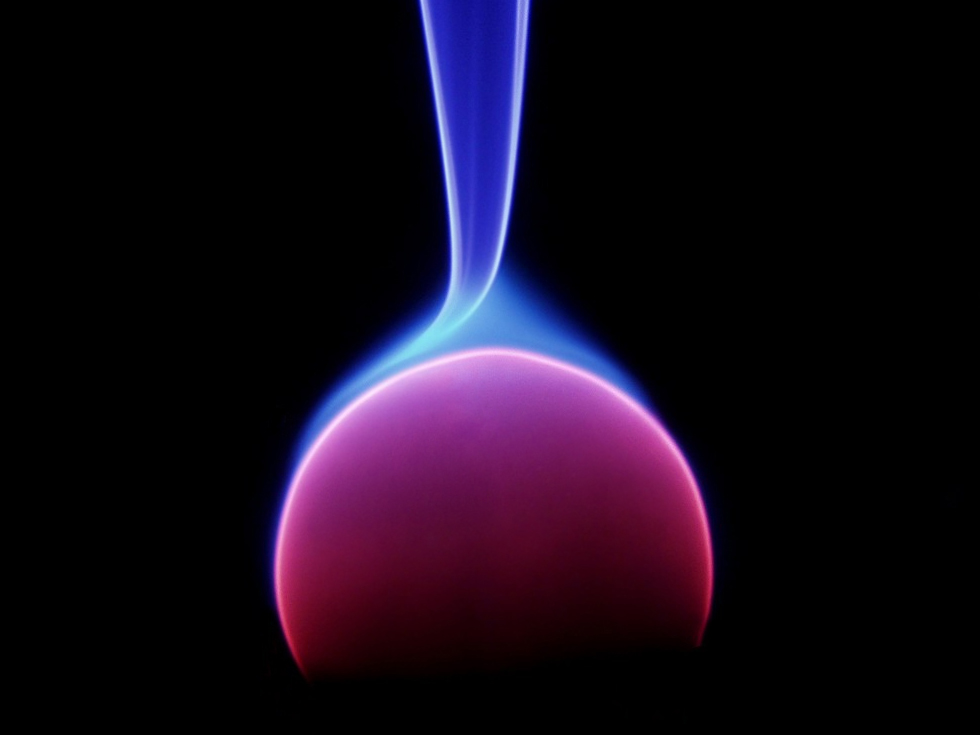
Plazma v podobě koule

Plazma existuje ve vesmíru v různých, často velmi odlišných formách. S plazmatem se můžeme setkat například ve formě blesku, polární záře, uvnitř zářivek a tzv. neonů, či v elektrickém oblouku. Plazma tvoří také konvenční hvězdy, mlhoviny, ionosféru, či sluneční vítr. Parametry plazmatu v těchto formách se liší o mnoho řádů.

### Stupeň ionizace
Stupeň ionizace plazmatu (poměr počtu ionizovaných částic vůči celkovému počtu částic) je jedním z nejdůležitějších parametrů, který určuje chování plazmatu. Závisí především na teplotě a lze ho v prvním přiblížení odhadnout ze Sahovy rovnice pro jedenkrát ionizované plazma v termodynamické rovnováze.
Podle stupně ionizace rozlišujeme slabě ionizované plazma a silně ionizované plazma. V slabě ionizovaném plazmatu je koncentrace nabitých částic zanedbatelně malá v porovnání s koncentrací neutrálních molekul. Naproti tomu v silně ionizovaném plazmatu převládá koncentrace nabitých částic.

### Teplota
Podle teploty se rozlišují 2 druhy plazmatu. Je to vysokoteplotní a nízkoteplotní plazma. Vysokoteplotní plazma má střední energii nabitých částic větší než 100 eV, což odpovídá řádově 106 K. Vyskytuje se ve hvězdách a při experimentech s řízenou termonukleární syntézou. Nízkoteplotní plazma se vyskytuje např. v zářivkách a výbojkách, také v elektrickém oblouku.
V plazmatu může být teplota elektronů o několik řádů vyšší než teplota kladných iontů a neutrálních molekul.

### Elektrický proud v plazmatu
Plazma obsahuje volné elektrické náboje, proto je elektricky vodivé. Díky elektrické vodivosti působí na plazma i silné magnetické pole, jehož silové účinky pocházejí od Lorentzovy síly. S rostoucí koncentrací nabitých částic se mění i koeficienty tepelné vodivosti a dynamická viskozita ionizovaného plynu. Elektromagnetické síly a dobrá elektrická vodivost plazmatu (která může být v mnoha případech považována za blížící se nekonečnu) obvykle zajistí, že hustota kladných a záporných nábojů se vyrovná ("kvazineutralita").
Je-li v plazmatu významný nadbytek kladných nebo záporných nábojů, v extrémním případě, je-li složeno jen z kladných nebo jen záporných nábojů, tak v takovém plazmatu hraje elektrické pole dominantní roli. Příkladem jsou nabité paprsky částic, elektronový oblak v Penningově pasti a pozitronové plazma. Technicky se nejedná o plazma, protože nesplňuje kvazineutralitu, ale i tyto případy lze zkoumat metodami fyziky plazmatu.
Podle hustoty elektrického proudu se plazma vyskytuje ve třech formách: temný výboj, doutnavý výboj a obloukový výboj. Při průchodu elektrického proudu plazmatem dochází ke stlačení v kolmém směru, tzv. pinch efektu. Elektrické proudy obvykle následují magnetické indukční čáry. Mají typický zkroucený tvar způsobený superpozicí vnějšího magnetického pole s magnetickým polem daného elektrického proudu.

## Kvazineutralita a Debyeovo stínění
Jednou ze základních vlastností plazmatu je tzv. kvazineutralita. Jedná se o přibližnou rovnost koncentrací kladně nabitých iontů a záporně nabitých elektronů v oblastech plazmatu, kde všechny tři lineární rozměry jsou podstatně větší než Debyeova stínicí délka. Díky přítomnosti volných nabitých částic se v objemu plazmatu vytváří prostorový náboj a elektrostatické pole, které zpětně silově působí na nabité částice. Výsledkem je kompenzace fluktuací hustoty náboje a plazma se ve větším měřítku jeví jako elektricky neutrální.
S kvazineutralitou úzce souvisí Debyeovo stínění. Tento jev je pozorován například v přítomnosti pevné látky v plazmatu. Pevná látka nese náboj, ale ten je díky kvazineutralitě plazmatu odstíněn. Ve vzdálenosti označované jako Debyeova stínicí délka je již plazma opět kvazineutrální.

### Debyeova stínicí délka
Předpokládejme homogenní plazma. Do plazmatu vložíme nepohyblivý náboj q. Částice se souhlasným nábojem jsou jím odpuzované, s nesouhlasným přitahované. Plazma se proto polarizuje a elektrické pole vloženého náboje tím pádem odstíní. Odstíněním klesne potenciál elektrického pole v plazmatu oproti potenciálu elektrického pole ve vakuu na 1/e ve vzdálenosti zvané Debyeova stínicí délka.
Vypočítáme ji z teplot {\displaystyle T_{+}} a {\displaystyle T_{-}} kladných iontů a elektronů a koncentrace nabitých částic {\displaystyle n_{0}=n_{+}=n_{-}} jako
{\displaystyle h={\sqrt {{\frac {\varepsilon _{0}k}{e^{2}n_{0}}}{\frac {T_{+}T_{-}}{T_{+}+T_{-}}}}}},
kde {\displaystyle \varepsilon _{0}} je permitivita vakua a {\displaystyle k} Boltzmannova konstanta.
Lze ukázat, že maximální vzdálenost, kam se mohou dostat elektrony při fluktuaci je také rovna Debyeově délce.
Pro různé typy plazmatu může Debyeova délka nabývat řádově odlišných hodnot. Například pro mezihvězdné plazma dosahuje několika metrů, v sluneční koroně jsou to řádově milimetry a ve velmi hustém plazmatu nanometry až desítky nanometrů.

### Elektrická dvojvrstva
Plazma se od čehokoli, co je do něho vloženo, oddělí elektrickou dvojvrstvou. Přibližujeme-li se k izolované stěně, která ohraničuje plazma, na vzdálenost srovnatelnou s Debyeovou délkou, plazma přestává splňovat kvazineutralitu. Tuto oblast nazýváme elektrickou dvojvrstvou. Koncentrace elektronů se zde výrazně liší od koncentrace kladných iontů. V blízkosti stěny převládá kladný náboj, protože ionty jsou urychlovány silným polem v blízkosti stěny. V případě elektronů naopak převládá tepelný pohyb a nachází se v brzdném poli. Elektrickou dvojvrstvu tvoří dvě vrstvy, v jedné převažuje kladný náboj a v druhé záporný. Dvojvrstva vzniká také v případě, že je mezi dvěma místy v plazmatu velké napětí. Potenciál se nemění rovnoměrně, ale většinu tohoto napětí obsáhne dvojvrstva.

### Plazmová frekvence
Při poruše v plazmatu vzniknou tlumené harmonické kmity jako časový vývoj koncentrace elektronů. Tyto tlumené kmity mají kruhovou frekvenci {\displaystyle \omega _{p}}, která se nazývá plazmová frekvence a je přímo úměrná odmocnině z koncentrace nosičů náboje.
{\displaystyle \omega _{p}={\sqrt {\frac {e^{2}n_{0}}{\varepsilon _{0}m_{-}}}}},
kde e je elementární náboj, {\displaystyle n_{0}} koncentrace nosičů náboje,{\displaystyle \varepsilon _{0}} permitivita vakua a {\displaystyle m_{-}} hmotnost elektronu.
Tento děj v plazmatu je popsán pohybovou rovnicí
{\displaystyle {\frac {d\mathbf {v_{-}} }{dt}}=-{\frac {e\mathbf {E} }{m_{-}}}-\nu _{-}\mathbf {v_{-}} }.
Tlumení kmitů je popsané časovou konstantou {\displaystyle {\frac {2}{\nu }}_{-}}, kde {\displaystyle \nu _{-}} je frekvence srážek elektronů s neutrálními částicemi.
Tlumené harmonické kmity lze pozorovat jen tehdy, je-li splněno {\displaystyle \nu _{-}<2\omega _{p}}. Jinak má vývoj koncentrace elektronů aperiodický charakter.

## Uchování plazmatu
Jedním z typů zařízení pro uchovávání plazmatu jsou magnetické nádoby.

## Ambipolární difúze
V plazmatu se může vyskytnout gradient koncentrace nabitých částic - například v blízkosti stěny. Ve stacionárním případě dostává pohybová rovnice pro nabité částice tvar
{\displaystyle {\mathbf {0} }=q{\mathbf {E} }-{kT \over n}\nabla n-m_{r}\nu {\mathbf {V} }}
pro elektrony i kladné ionty. Vynásobením výrazem {\displaystyle n/(m_{r}\nu )} dostaneme
{\displaystyle {\mathbf {j} }=n\mu {\mathbf {E} }-D\nabla n,}
kde {\displaystyle \mu } je pohyblivost částice a {\displaystyle D} je difúzní koeficient. Tento vztah říká, že hustota toku částic způsobená elektrickým polem se sčítá s hustotou toku způsobenou gradientem koncentrace. Aplikujeme-li tento poznatek na dvousložkové plazma uzavřené v izolované nádobě, kde je celková hustota elektrického proudu nulová, dostaneme
{\displaystyle {\mathbf {j} _{+}}=n\mu _{+}{\mathbf {E} }-D_{+}\nabla n,}
{\displaystyle {\mathbf {j} _{-}}=-n\mu _{-}{\mathbf {E} }-D_{-}\nabla n,}
{\displaystyle \mathbf {j} _{+}=\mathbf {j} _{-}=\mathbf {j} .}
Nyní lze vypočítat elektrické pole
{\displaystyle \mathbf {E} _{a}=-{D_{-}-D_{+} \over \mu _{+}+\mu _{-}}\cdot {\nabla n \over n}.}
To však znamená, že nehomogenní plazma nesplňuje Ohmův zákon, protože při nenulovém poli {\displaystyle \mathbf {E} _{a}} neteče žádný proud. Toto pole se nazývá ambipolární elektrické pole. Výsledek můžeme ještě upravit do vhodnějšího tvaru
{\displaystyle {\mathbf {j} }=-D_{a}\nabla n;\qquad D_{a}={\mu _{+}D_{-}+\mu _{-}D_{+} \over \mu _{+}+\mu _{-}}.}
{\displaystyle D_{a}} označuje koeficient ambipolární difúze. Při ambipolární difúzi je hustota toku elektronů shodná s hustotou toku kladných iontů a navíc jsou na základě kvazineutrality shodné i jejich driftové rychlosti.

## Schottkyho teorie
Tato teorie popisuje nejjednodušším způsobem interakci plazmatu s izolovanou stěnou. Vezměme nejprve takovou konfiguraci, kde je plazma ohraničeno dvěma rovnoběžnými rovinnými stěnami, které jsou ve vzdálenosti {\displaystyle l}. Na stěnách dochází k zániku nabitých částic rekombinací. Abychom dosáhli rovnovážného stavu, musí být v objemu plazmatu zdroj nabitých částic. Toho lze dosáhnout například elektrickým výbojem. Ke stěnám pronikají nabité částice ambipolární difuzí. Z tohoto předpokladu, z rovnice kontinuity, a pokud jsou ionizační frekvence {\displaystyle \alpha } a koeficient difúze {\displaystyle D_{a}} konstantní, lze vyjádřit koncentraci částic v závislosti na poloze {\displaystyle x} mezi stěnami funkcí
{\displaystyle n(x)=n_{0}\cos \left({\sqrt {\alpha  \over D_{a}}}x\right),}
koncentrace tedy klesá ke stěnám podle funkce cosinus. Obdobně lze postupovat pro válcovou konfigurace, která je v praxi používanější. Zde dostáváme závislost koncentrace na vzdálenosti od osy válce
{\displaystyle n(r)=n_{0}J_{0}\left({\sqrt {\alpha  \over D_{a}}}r\right),}
kde {\displaystyle J_{0}} je Besselova funkce nultého řádu.